# Mossa
Mossa (im furlanischen Dialekt: Mosse) ist eine nordostitalienische Gemeinde (comune) mit 1516 Einwohnern (Stand 31. Dezember 2023) in der Region Friaul-Julisch Venetien. Die Gemeinde liegt etwa 5,5 Kilometer westlich von Gorizia und gehört zur Comunità Montana del Torre, Natisone e Collio. Der Name leitet sich aus dem Langobardischen ab und entspricht dem deutschen Moos-Au (Mossau).

## Verkehr
Durch die Gemeinde führt die Strada Statale 56 di Gorizia von Udine nach Gorizia zur slowenischen Grenze. Der Bahnhof von Mossa liegt an der Bahnstrecke Udine–Triest.